# Marie-Anne Clair
Marie-Anne Clair, née le 15 mai 1959 à Metz, est une ingénieure française. Après toute une carrière au Centre national d'études spatiales (CNES), elle devient directrice du Centre spatial guyanais le 1er novembre 2019,,. Elle est la première femme à occuper ce poste.

## Formation
Marie-Anne Clair est diplômée de l’École polytechnique féminine (1982)  et de l'École spéciale des travaux aéronautiques (1983).

## Carrière
Entrée au CNES (Centre national d'études spatiales) en 1983, Marie-Anne Clair y poursuit toute sa carrière.
Elle entre en 1983 à la Direction des Lanceurs à Evry. Elle est chargée d'étude sur la séparation des étages du lanceur Ariane et sur les phases balistiques de séparation des satellites en orbite.
En 1988, elle mutée à Toulouse où elle occupe dans un premier temps un poste de Responsable satellite.
De 1992 à 1994, elle est responsable des interfaces Hermès/Ariane5 dans le cadre du projet de navette spatiale européenne Hermès dans leurs aspects techniques et programmatiques.
De 1995 à 2001, elle est chef du projet spectromètre SPI du satellite intégral de l'ESA (Agence spatiale européenne), observatoire spatial des rayonnements gamma galactiques et extra-galactiques.
De 2002 à 2005, elle est chef de division puis de service microsatellite, chargée de la filière de microsatellites scientifiques du CNES Myriade,  satellites en orbite (DEMETER et PARASOL), satellites en développement (Picard et MICROSCOPE) et missions en pré-étude (ARGOSAT, TARANIS, ÉCLAIRS…)
De 2006 à 2008, elle est chef du service satellites scientifiques Études de l’Univers, chargée de la conception, du développement et de la réalisation des satellites de la filière Myriade (Picard, MICROSCOPE, TARANIS), des vols en formation (SIMBOL-X , PRISMA), de la préparation de la partie française du projet Cosmic Vision de l’ESA  (Agence spatiale européenne) et de la coopération avec la Chine (SVOM).
De 2009 à 2013, elle est sous-directrice Ballons chargée de la conception, de la vérification, de la qualification et de la mise en œuvre opérationnelle de différents types de Ballons stratosphériques et troposphériques au service de la Communauté scientifique européenne.
De 2013 à 2016, elle est Directrice Adjointe Lanceur, centrée sur les sujets à caractère stratégique et sur le pilotage des projets lanceurs en cours et futurs. Elle travaille à la préparation du dossier Ariane 6.
Le 1er juillet 2017, elle est nommée avec Geneviève Campan à la tête du Centre spatial de Toulouse et devient Directrice des Systèmes Orbitaux,.
Le 1er novembre 2019, Marie-Anne Clair succède à Didier Faivre à la tête du Centre spatial guyanais. Sa mission est de gérer financièrement et humainement le fonctionnement du Port spatial de l'Europe. Elle reste membre du Comité exécutif du CNES. Jean-Yves Le Gall, alors président du CNES déclare : « Avec un parcours exceptionnel au service de notre politique spatiale, Marie-Anne Clair est un atout majeur pour le Centre spatial guyanais et les nombreux défis auxquels il fait face ».
Les difficultés se succèdent en 2020 avec une activité spatiale européenne au ralenti en raison de la crise de la COVID et l'échec du lanceur Vega en novembre.

## Distinctions
Marie-Anne Clair est membre de l'International Academy of Astronomics.
- Officière de la Légion d'honneur. Nommée chevalière de la Légion d'honneur le 6 février 2007, elle est promue au grade d'Officier le 18 février 2021[9]. En cette occasion, Jean-Yves Le Gal déclare que cette distinction « récompense son implication, son engagement et sa détermination au sein du CNES durant presque 40 ans. » Il estime que son « parcours est remarquable (...), qu'il est à même de faire rêver tous les jeunes » et que Marie-Anne Clair sait « faire rimer bienveillance, résilience et persévérance »[10],[4].
- Commandeur de l'ordre national du Mérite (promue le 15 mai 2025) ; chevalier du 15 novembre 2002[11].
- Médaille d’argent de l’Académie de l’Air et de l’Espace[4].